# Hipparchia shiva
Hipparchia shiva är en fjärilsart som beskrevs av Le Cerf 1913. Hipparchia shiva ingår i släktet Hipparchia och familjen praktfjärilar. Inga underarter finns listade i Catalogue of Life.